# 中都 (高雄市)

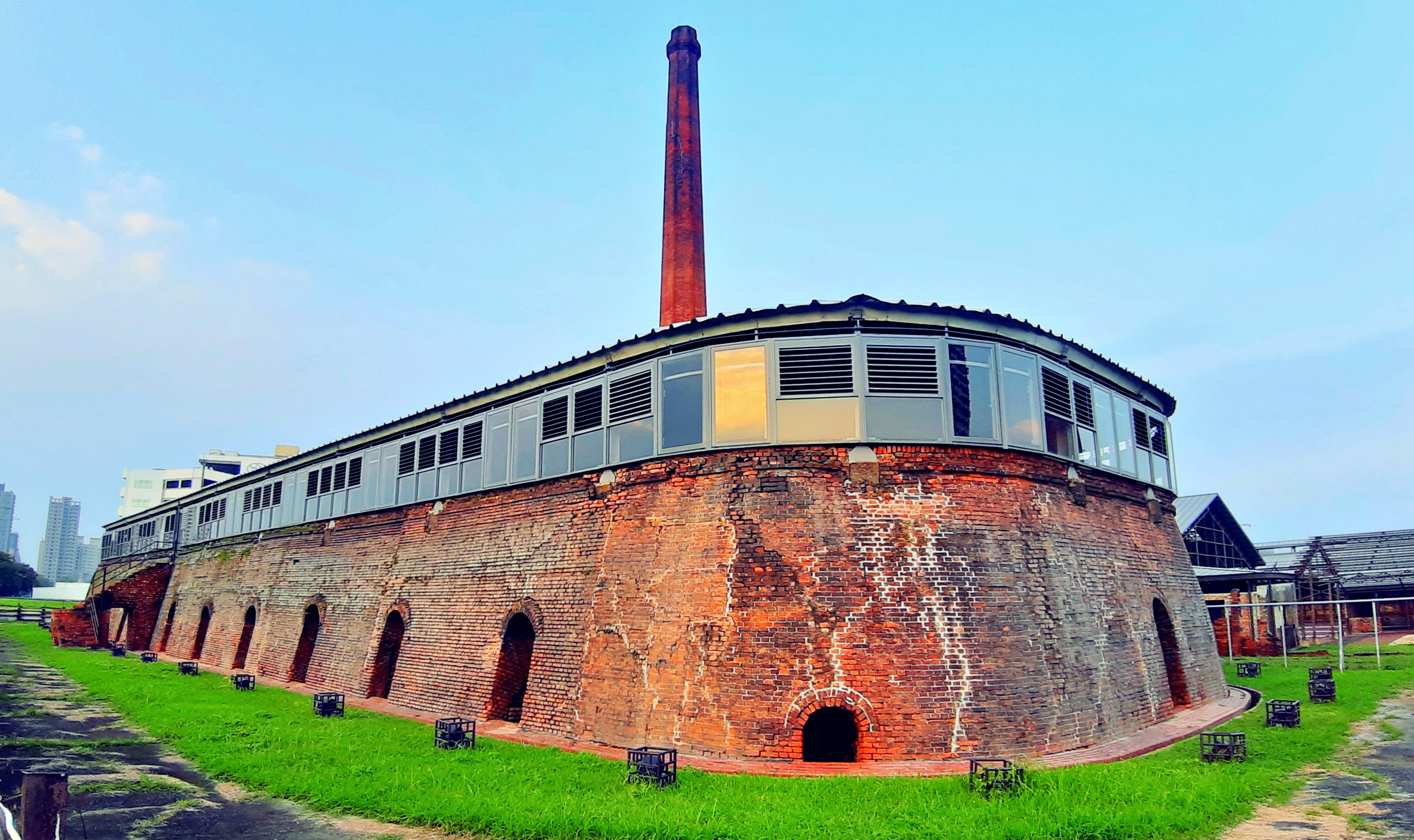
中都唐榮磚窯廠

中都是臺灣高雄市的一個地區，今日屬三民區所轄。過去中都一帶有磚仔窯、牛車寮、窯灰仔等名稱具有地方特色名稱的聚落，而「中都」之名是在1966年開闢中都街之後，才成為這一帶的稱呼。中都地區的聚落是因為日治時期的工業開發，吸引臺南北門地區與澎湖移民至此工作而形成，其中由於磚窯廠是最早開發的產業，所以在磚窯廠附近最早形成聚落。

## 地理位置
中都位在三民區西側的三塊厝地帶，範圍大約是愛河東岸、建國路與中華路所圍起的區域，共包含七個里，此「中都七里」分別是德西里、九如里、豐裕里、川東里、裕民里、力行里與千秋里；其中九如里已於2006年因眷村改建而裁撤。

## 歷史

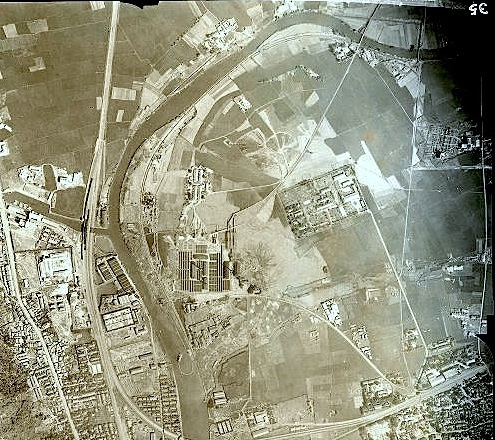
1940年代航照

中都一帶早期屬於三塊厝的郊荒地帶。日治時期1899年，鮫島煉瓦工場於此設立後，此地逐漸形成磚窯聚落。同時也陸續有酒精、石灰、製罐等產業設廠。此外，1922年前後，此地也設立了高雄第二火力發電廠，即後來的變電所及台電維修中心。
而日本海軍通信隊也曾在今日的九如里一帶設有營地，並成為戰後的眷村「九如新村」。
當地的工業在近年逐漸衰落，部分土地並列入「重劃區」。

## 外部連結
- 景觀建築是什麼- 開放空間篇 專訪中都濕地公園的生態設計（页面存档备份，存于）
- 從空中看高雄 - 中都唐榮磚窯廠（中都一帶的空照圖）